# El cóndor pasa…
El cóndor pasa... es una zarzuela peruana, cuya música fue realizada por el compositor peruano Daniel Alomía Robles en 1913 y cuyo libreto es obra de Julio de La Paz (seudónimo del dramaturgo limeño Julio Baudouin).
Esta zarzuela está escrita en prosa y consta de un acto y dos cuadros, e incluye entre sus 7 partes musicales la famosa melodía homónima basada en la música tradicional andina del Perú, la cual fue declarada Patrimonio Cultural de la Nación el 18 de abril del año 2004. El pasacalle y la cashua, no tiene letra original. Todas las letras existentes del pasacalle y la cashua, en todos los idiomas, han de considerarse apócrifas.[cita requerida]

## Historia
La zarzuela se estrenó el 19 de diciembre de 1913 en el Teatro Mazzi de Lima y gozó de éxito hasta febrero de 1914, cuando fue retirada debido al Golpe de Estado que depuso al presidente Guillermo Billinghurst. En los meses siguientes hubo representaciones en el Teatro Olimpo y el Teatro Municipal, pero sin repetir el mismo éxito debido al estallido de la Primera Guerra Mundial.
El arreglo para piano de la melodía más conocida de esta obra fue registrada legalmente el 3 de mayo de 1933, por la Edward B. Marks Music Corp. en la Biblioteca del Congreso de Estados Unidos, con el número 9643.[cita requerida]

### Centenario
El Colectivo Cultural Centenario El Cóndor Pasa, en julio del 2013, reeditó el libreto original el cual estuvo perdido mucho tiempo, acompañado de un disco compacto donde se encuentran grabados los diálogos y las 7 partes musicales. La música fue reconstruida a partir de la partitura original escrita y compuesta por el autor, por el musicólogo Luis Salazar Mejía con la colaboración de los músicos Daniel Dorival y Claude Ferrier. Fue reestrenada los días 14, 15 y el 16 de noviembre de 2013, en el teatro de la Universidad Nacional de Ingeniería de Lima, celebrando su primer centenario. Estos trabajos (incluido el reestreno de la zarzuela), fue posible gracias al esfuerzo de Luis Salazar Mejía y al gestor cultural Mario Cerrón Fetta, quienes no contaron con ayuda alguna, ni pública ni privada. La zarzuela volvió a ser representada gratuitamente en 2017, primero en el Teatro Universitario de San Marcos el día 10 de mayo y después en el Teatro Municipal del Cusco del 7 al 10 de julio, con música compuesta por la Orquesta Sinfónica del Cusco.

## Personajes
- Mr. King  (solista), dueño de la mina.
- Mr. Cup, dueño de la mina.
- María (Soprano), esposa de Higinio.
- Higinio, esposo de María.
- Frank, hijo de María (Tenor).
- Juanacha, novia de Ruperto.
- Ruperto, novio de Juanacha.
- Félix, minero.
- Tiburcio, minero.
- Madrina.
- Padrino.

## Argumento
La acción transcurre en los albores del siglo XX, en el asentamiento minero Yápac en los andes peruanos.

### Cuadro primero
Comienza la primera escena con el Preludio. Aún no amanece y los mineros del Yápac se dirigen a sus labores. Un coro de hombres interpreta una canción lastimera (En la nieve de las cumbres...). Termina el canto y algunos mineros se rezagan al oír la quena del pastor, con admiración lo ven perderse entre las nubes que rodean las cumbres y envidian su libertad. Frank es un joven minero hijo de María, esposa del capataz Higinio, que no acepta los abusos a los que él y sus compañeros son sometidos por parte de los dueños de la mina. “Algo me dice que la vida no es así”, piensa. Sin embargo, otros mineros lo tildan de ingrato y traidor.
En la segunda escena Ruperto juega a perseguir a Juanacha, (dos pastores) pues se van a casar y aparecen en escena. Al final de la escena todos se van salvo Frank, quien interpreta un yaraví melancólico reflexionando sobre su identidad, su apariencia (tiene el cabello rubio) y sus sentimientos (Pobre alma prisionera...). 
En la tercera escena entran Mr. King y Mr. Cup conversando y divisan a Frank sentado en una peña fuera del socavón. Mr. King interpela a Frank y le hace entrar a la mina tras un breve altercado. Mr. King y Cup continúan su diálogo.
En la cuarta escena, Mr. King hace salir del socavón a los cuatro mineros mediante disparos. Pregunta brevemente por el avance y les hace regresar. Crece la tensión entre Frank y Mr. King. Entra María a escena agitada por el camino, trayendo licor para Mr. King. Hablan sobre Frank y María busca interceder por su hijo. Se revela que Mr. King es el padre biológico de Frank. Cantan juntos María y Mr. King (Perdónalo, taita...) y finalmente Mr. King accede a no escarmentar al muchacho, convencido por la pasión que siente por María. Se van juntos, luego Higinio sale del socavón, rabioso reconoce su encono hacia los patrones y urde su venganza.

### Cuadro segundo
En las afueras de la mina, se celebra un baile en honor a la boda de Ruperto y Juanacha a realizarse en el pueblo, suena una cachua. Durante la celebración el cielo se oscurece; pronto empezará una tormenta y los jóvenes no podrán llegar al pueblo para su matrimonio. 
Todos ruegan a la virgen cantando (Dulce reina de las cumbres...) y milagrosamente el sol vuelve a brillar; novios y amigos parten danzando rumbo al pueblo, excepto los mineros que no pueden dejar el trabajo (Pasacalle).
En la fiesta Mr. King ha bebido demasiado y maltrata cruelmente a Higinio. El marido burlado sigue al yanqui cuando este se retira y al llegar a una quebrada hace rodar una enorme roca sobre él. Mr. King muere aplastado. Un pastor ha sido testigo del horrible homicidio y lo cuenta a los otros mineros. Higinio lo admite todo, María llora desconsolada por la muerte de su amante y los mineros asustados por las represalias temen por sus vidas.  El otro dueño de la mina, Mr. Cup, llega revólver en mano buscando al asesino, Frank se le enfrenta defendiendo a Higinio y sus compañeros, y le da muerte. Ante estos hechos todos se llenan de horror. La aparición de un cóndor, el primero después de muchos años, es vista como el presagio de una nueva vida de libertad y les llena de esperanza. “Todos somos cóndores”, gritan con alegría los mineros.

## Números musicales
La obra incluye siete piezas musicales, cuatro de ellas cantadas y tres instrumentales. Las melodías más conocidas corresponden a las dos instrumentales del cuadro segundo, interpretadas en su primera escena: la cachua (danza similar al huaino) del baile de bodas, y un pasacalle que sigue tras la plegaria a la Virgen. 
Cuadro primero
- Preludio[nota 1]
- Coro de hombres (En la nieve de las cumbres...)
- Yaraví de Frank (Pobre alma prisionera...)
- Dúo de María y Mr. King (Perdónalo taita...)

Cuadro segundo
- Baile (cashua)
- Plegaria a la Virgen (Dulce reina de las cumbres...)
- Pasacalle

## Legado
La única versión original de la zarzuela ha sido reconstruida y registrada en 2013 por la asociación Colectivo Cultural Centenario El Cóndor Pasa. Las piezas han sido escritas para orquesta y no para instrumentos andinos. Las partes más famosas como el preludio, el desfile y la cachua han sido cubiertas y adaptadas del arreglo de piano que Daniel Alomía Robles vendió a Edward B. Marks Music Corp. en 1933, en Nueva York. Estos están exentos de la cuota de cualquier pago de derechos de autor, debido al tiempo transcurrido. El pasacalle y la cachua han sido ampliamente grabados y difundidos, y en algunos casos se han añadido letras (todas ellas deben ser consideradas apócrifas) y generalmente se han cambiado sus ritmos e instrumentaciones.

## Historial de sus versiones y adaptaciones
- Las versiones de la música (Pasacalle y Cashua) son las de los guitarristas peruanos Raúl García Zárate, Manuelcha Prado y Mario Orozco Cáceres..
- Existen Muchas versiones cantadas
- La primera grabación de la música fue realizada por "La orquesta del Zoológico", para la disquera Victor el día 27 de agosto de 1917. El número de disco es 69903
- Las tres partes más conocidas de “El Cóndor Pasa..” (Preludio, Pasacalle y Kashua) no tienen letras en ningún idioma.
- No viaja en el disco de oro de la sonda espacial Voyager. Lo que sí es cierto es que  van dos temas peruanos: Uno en el track 17 de nombre “Panpipes and drum song” (Canción de flauta de pan *traducción literal*, pero son roncadoras,  y tambor)   y otro en el track 27 que tiene el título de “Wedding song” (Canción de boda), que fue grabada en campo por Josafat Roel Pineda, según testimonio de su hijo dado al musicólogo Luis Salazar Mejía. Otra versión es de Isaac Manrique, esa canción (Wedding song), fue grabada en discos comerciales y era popular en Huancavelica en los años 60s. En 1964 fue grabada por la antropóloga del cuerpo de paz Karen Bundy a una jovencita y que fue entregado a John Cohen, quien fue el productor que publicó en 1666 para el Instituto Smithsoniano, el disco tiene por nombre "Mountain Music of Perú."
- El cóndor pasa sufrió de una apropiación ilícita por parte del músico argentino Jorge Milchberg, quien le adicionó dos notas e hizo una partitura del arreglo original para piano de D.A.R. y para cobrar regalías  firma D.A. Robles- J. MIlchberg. La registró en la casa autoral argentina SADAIC.
- En 1965, el músico estadounidense Paul Simon escuchó por primera vez una versión de la melodía de la banda Los Incas en una actuación en el Théâtre de l'Est parisien en París en la que ambos participaban. Simon se hizo amigo de la banda, más tarde incluso fue de gira con ellos y produjo su primer álbum estadounidense. Le pidió permiso a la banda para usar la canción en su producción. El director y miembro fundador de la banda, Jorge Milchberg, que estaba recaudando regalías por la canción como coautor y arreglista, respondió "erróneamente" que era una composición tradicional peruana.
- En 1970, el dúo Simon & Garfunkel grabó la versión de Los Incas, agregando algunas letras en inglés motivo por el cual  agregaron a Paul Simon a los créditos del supuesto autor bajo el nombre de la canción "El Cóndor Pasa (If I Could)". La versión instrumental de Los Incas se utilizó como pista base. Incluyeron la canción en el álbum de 1970 Bridge Over Troubled Water. Simon & Garfunkel lanzó su versión como sencillo en los EE. UU., Que alcanzó el puesto # 18 en la lista Billboard Pop Singles y el # 6 en la lista Easy Listening en el otoño de 1970. Este cover logró un gran éxito internacional y fama.
- Con respecto a la versión de Simon & Garfunkel, Daniel Alomía Robles, Jorge Milchberg y Paul Simon ahora figuran como compositores, y Simon aparece solo como autor de la letra en inglés. Sin embargo, Daniel Alomía Robles no figuraba originalmente como el compositor.
- Demanda de derechos de autor  A fines de 1970, el hijo de Daniel Alomía Robles, Armando Robles Godoy, presentó una exitosa demanda por derechos de autor contra Paul Simon. Los fundamentos de la demanda extendieron que la canción había sido compuesta por su padre, quien había registrado la canción en los Estados Unidos en 1933. Armando Robles Godoy dijo que no tenía mala voluntad hacia Paul Simon por lo que consideraba un "malentendido" y un "error honesto". "Fue un caso judicial casi amigable porque Paul Simon era muy respetuoso con otras culturas. No fue descuido de su parte."[cita requerida] Más tarde ese año, Perry Como lanzó una versión de la versión en inglés de Paul Simon en su álbum It's Impossible, mientras que Julie Felix tuvo un éxito en el Top 20 del Reino Unido, aprovechando la decisión de Simon & Garfunkel de no lanzar su versión como un sencillo del Reino Unido.
- Armando Robles Godoy posteriormente escribió nuevas letras en español para la canción, tomando la versión de Paul Simon como referencia. Uno de los espacios donde fue publicada la letra fue en el diario El Comercio. [cita requerida]
- En 1972, Yma Súmac grabó su versión lírica rock para su último disco Miracles, bajo el sello de London Records. Es su segunda canción más escuchada en las plataformas de internet con más de 11 millones de reproducciones.[cita requerida]
- Las 3 partes musicales más conocidas fueron  registradas el  3 de mayo de 1933, por la Edward B. Marks Music Corp. en la Biblioteca del Congreso de Estados Unidos, con el número 9643. La otras 4 partes cantadas eran de autoría compartida. Las letras de Julio Baudouin y la música de Alomía.
- No fue escrita para instrumentos andinos, sino para orquesta de cámara[cita requerida]
- Existen más de 4000 versiones y más de 300 letras.[cita requerida]